# Дальва
Дальва (бел. Мемарыяльны комплекс Дальва) — мемориальный комплекс на месте деревни Дальва в Логойском районе Минской области (Беларусь), где 19 июня 1944 года, за несколько дней до освобождения Беларуси, немецкие оккупанты сожгли 44 жителя (29 детей, 13 женщин и 2 мужчин). Из них чудом выжил 13-летний Коля Гирилович, который, став взрослым, и организовал строительство мемориального комплекса.
Комплекс открыт 15 июля 1973 года.
Находится в 15 км от г. п. Плещеницы (77-й км шоссе Минск — Витебск). На территории Околовского сельсовета.

## История
Во время наступления Красной Армии немцы, чтобы обеспечить безопасность своих тылов от действий партизан, начали карательную операцию под названием «Баклан». В этой операции кроме войск СС и военной полиции принимали участие также авиация и военные дивизии.
Во время проведения операции 19 июня 1944 года фашисты согнали 44 жителя Дальвы в дом Василия Кухаранка на окраине деревни и сожгли заживо.

## Мемориал
В 1955 году на месте братской могилы жителей бывшей деревни поставлен памятник. В 1963 году его заменили на обелиск с пятиконечной звездой. А в 1972 году в Белорусском государственном театрально-художественном институте объявили конкурс на лучший проект памятника деревне Дальвы. Победителем стал третьекурсник отделения скульптуры художественного факультета, воспитанник народного художника Беларуси скульптора А. А. Бембеля — Владимир Теребун. Проект стал его дипломной работой.
Мемориал «Дальвы» строился на общественных началах, на средства, собранные от концертной деятельности творческих коллективов Белтелерадиокомпании, военных и пожертвований общественных организаций. Инициатором этой работы был единственный выживший свидетель трагедии деревни Дальвы Николай Петрович Гирилович, который всю жизнь посвятил сохранению памяти об односельчанах.
Открыт 15 июля 1973 комплекс имеет планировку бывшей деревни Дальвы. Композиция мемориала состоит из отдельных элементов, свободно расположенных в пространстве, и занимает площадь 5 га.
В 2009 году на территории мемориала создана новая экспозиция «Дальва: героизм, трагедия, милосердие», где собраны архивные фотографии и документы, рассказывающие об истории деревни начиная с конца XVII века.
Мемориальный комплекс «Дальва» включен в Государственный список историко-культурных ценностей Республики Беларусь.